# Astragalus hirsutus
Astragalus hirsutus es una especie de planta del género Astragalus, de la familia de las leguminosas, orden Fabales.

## Distribución
Astragalus hirsutus se distribuye por Turquía.

## Taxonomía
Fue descrita científicamente por Vahl. Fue publicada en Symb. Bot. 1: 59 (1790).